# Box-office Russie 2019
Le box-office Russie 2019 est l'ensemble des films sortis dans les salles de cinéma russes durant l'année 2019. Huit films y ont dépassé les 10 000 000 US$ de revenu en Russie cette année-là.

## Liste des films classés par revenu
| Class. | Titre                      | Pays                   | Réalisateur              | Box-Office Russie |
| ------ | -------------------------- | ---------------------- | ------------------------ | ----------------- |
| 1      | Avengers: Endgame          | Drapeau des États-Unis | Anthony et Joe Russo     | 45 618 206 $      |
| 1      | Dragons 3 : Le Monde caché | Drapeau des États-Unis | Dean DeBlois             | 27 971 136 $      |
| 3      | Comme des bêtes 2          | Drapeau des États-Unis | Chris Renaud             | 20 785 237 $      |
| 4      | Captain Marvel             | Drapeau des États-Unis | Anna Boden et Ryan Fleck | 20 127 342 $      |
| 5      | Aladdin                    | Drapeau des États-Unis | Guy Ritchie              | 18 105 471 $      |
| 6      | Alita: Battle Angel        | Drapeau des États-Unis | Robert Rodriguez         | 12 472 985 $      |
| 7      | Glass                      | Drapeau des États-Unis | M. Night Shyamalan       | 10 646 221 $      |
| 8      | Shazam!                    | Drapeau des États-Unis | David F. Sandberg        | 10 098 457 $      |

## Box-office par semaine
Sources : Box Office Mojo.com
| #  | Date (à partir du) | Film no 1                                                                                  | Pays                   | Recettes     |
| -- | ------------------ | ------------------------------------------------------------------------------------------ | ---------------------- | ------------ |
| 1  | 3 janvier 2019     | T-34, machine de guerre                                                                    | Drapeau de la Russie   | 32 540 010 $ |
| 2  | 10 janvier 2019    | T-34, machine de guerre                                                                    | Drapeau de la Russie   | 13 762 784 $ |
| 3  | 17 janvier 2019    | Glass                                                                                      | Drapeau des États-Unis | 12 632 274 $ |
| 4  | 24 janvier 2019    | Бабушка легкого поведения                                                                  | Drapeau de la Russie   | 12 500 668 $ |
| 5  | 31 janvier 2019    | Бабушка легкого поведения                                                                  | Drapeau de la Russie   | 9 065 055 $  |
| 6  | 7 février 2019     | La Grande Aventure Lego 2                                                                  | Drapeau des États-Unis | 9 353 864 $  |
| 7  | 14 février 2019    | Alita: Battle Angel                                                                        | Drapeau des États-Unis | 15 608 024 $ |
| 8  | 21 février 2019    | Dragons 3 : Le Monde caché                                                                 | Drapeau des États-Unis | 18 637 872 $ |
| 9  | 28 février 2019    | Dragons 3 : Le Monde caché                                                                 | Drapeau des États-Unis | 12 421 946 $ |
| 10 | 7 mars 2019        | Captain Marvel                                                                             | Drapeau des États-Unis | 20 259 036 $ |
| 11 | 14 mars 2019       | Captain Marvel                                                                             | Drapeau des États-Unis | 9 369 558 $  |
| 12 | 21 mars 2019       | Frontière balkanique                                                                       | Drapeau de la Russie   | 10 552 473 $ |
| 13 | 28 mars 2019       | Dumbo                                                                                      | Drapeau des États-Unis | 11 351 688 $ |
| 14 | 5 avril 2019       | Shazam!                                                                                    | Drapeau des États-Unis | 11 657 693 $ |
| 15 | 12 avril 2019      | Hellboy                                                                                    | Drapeau des États-Unis | 8 754 019 $  |
| 16 | 19 avril 2019      | Milliard (Миллиард)                                                                        | Drapeau de la Russie   | 8 774 598 $  |
| 17 | 26 avril 2019      | Milliard (Миллиард)                                                                        | Drapeau de la Russie   | 4 639 184 $  |
| 18 | 3 mai 2019         | Avengers: Endgame                                                                          | Drapeau des États-Unis | 20 320 538 $ |
| 19 | 10 mai 2019        | Avengers: Endgame                                                                          | Drapeau des États-Unis | 10 134 771 $ |
| 20 | 17 mai 2019        | Pokémon : Détective Pikachu                                                                | Drapeau des États-Unis | 11 065 526 $ |
| 21 | 24 mai 2019        | Aladdin                                                                                    | Drapeau des États-Unis | 13 714 281 $ |
| 22 | 31 mai 2019        | Comme des bêtes 2                                                                          | Drapeau des États-Unis | 14 618 004 $ |
| 23 | 7 juin 2019        | X-Men: Dark Phoenix                                                                        | Drapeau des États-Unis | 9 903 968 $  |
| 24 | 14 juin 2019       | Men in Black International                                                                 | Drapeau des États-Unis | 9 120 282 $  |
| 25 | 21 juin 2019       | Toy Story 4                                                                                | Drapeau des États-Unis | 7 233 123 $  |
| 26 | 28 juin 2019       | Annabelle : La Maison du mal                                                               | Drapeau des États-Unis | 9 663 927 $  |
| 27 | 5 juillet 2019     | Spider-Man: Far From Home                                                                  | Drapeau des États-Unis | 13 933 574 $ |
| 28 | 12 juillet 2019    | Spider-Man: Far From Home                                                                  | Drapeau des États-Unis | 8 527 355 $  |
| 29 | 19 juillet 2019    | Le Roi lion                                                                                | Drapeau des États-Unis | 20 444 742 $ |
| 30 | 26 juillet 2019    | Le Roi lion                                                                                | Drapeau des États-Unis | 10 793 484 $ |
| 31 | 2 août 2019        | Fast and Furious: Hobbs and Shaw                                                           | Drapeau des États-Unis | 13 437 857 $ |
| 32 | 9 août 2019        | Once Upon a Time… in Hollywood                                                             | Drapeau des États-Unis | 14 613 545 $ |
| 33 | 16 août 2019       | Angry Birds : Copains comme cochons                                                        | Drapeau des États-Unis | 10 316 004 $ |
| 34 | 23 août 2019       | Angry Birds : Copains comme cochons                                                        | Drapeau des États-Unis | 7 095 115 $  |
| 35 | 30 août 2019       | Wedding Nightmare                                                                          | Drapeau des États-Unis | 5 506 416 $  |
| 36 | 6 septembre 2019   | Ça : Chapitre 2                                                                            | Drapeau des États-Unis | 11 763 167 $ |
| 37 | 13 septembre 2019  | Ça : Chapitre 2                                                                            | Drapeau des États-Unis | 7 575 757 $  |
| 38 | 20 septembre 2019  | La Légende du dragon                                                                       | /                      | 7 657 640 $  |
| 39 | 27 septembre 2019  | Ad Astra                                                                                   | Drapeau des États-Unis | 8 055 804 $  |
| 40 | 4 octobre 2019     | Joker                                                                                      | Drapeau des États-Unis | 16 880 581 $ |
| 41 | 11 octobre 2019    | Joker                                                                                      | Drapeau des États-Unis | 14 578 983 $ |
| 42 | 18 octobre 2019    |                                                                                            |                        |              |
| 43 | 25 octobre 2019    | Maléfique : Le Pouvoir du mal                                                              | Drapeau des États-Unis | 14 106 032 $ |
| 44 | 1er novembre 2019  | La Famille Addams                                                                          | Drapeau des États-Unis | 19 441 258 $ |
| 45 | 8 novembre 2019    | La Famille Addams                                                                          | Drapeau des États-Unis | 10 361 113 $ |
| 46 | 15 novembre 2019   | Le Mans 66                                                                                 | Drapeau des États-Unis | 8 999 150 $  |
| 47 | 22 novembre 2019   | Le Mans 66                                                                                 | Drapeau des États-Unis | 7 649 904 $  |
| 48 | 29 novembre 2019   | Le Mans 66                                                                                 | Drapeau des États-Unis | 8 890 094 $  |
| 49 | 6 décembre 2019    | La Reine des neiges 2                                                                      | Drapeau des États-Unis | 14 906 348 $ |
| 50 | 13 décembre 2019   | Policiers du rouble. Chaos du nouvel an 2 (Полицейский с Рублёвки. Новогодний беспредел 2) | Drapeau de la Russie   | 17 074 519 $ |
| 51 | 20 décembre 2019   | Star Wars, épisode IX : L'Ascension de Skywalker                                           | Drapeau des États-Unis | 14 334 144 $ |
| 52 | 27 décembre 2019   |                                                                                            |                        |              |